# 울산광역시청 소관 공직유관단체 목록
울산광역시청 소관 공직유관단체 목록은 울산광역시청의 공직유관단체에 대해 기술한다.

## 목록

### 체육회
- 울산광역시체육회
- 울산광역시장애인체육회

### 공사·출자기업
- 울산광역시도시공사

### 재단
- 울산테크노파크
- 울산신용보증재단
- 울산광역시여성가족개발원
- 울산경제진흥원
- 울산발전연구원
- 고래문화재단
- 울산문화재단
- 울산정보산업진흥원

### 시설관리공단
- 울산시설관리공단
- 울산광역시중구도시관리공단
- 울산광역시남구도시관리공단
- 울주군시설관리공단